# Вильгельм (архиепископ Майнца)
Вильгельм (нем. Wilhelm; 929 — 2 марта 968) — архиепископ Майнца (954—968), незаконнорожденный сын короля Германии и императора Священной Римской империи Оттона I.

## Биография
Вильгельм был рождён в 929 году от связи семнадцатилетнего наследника германского престола Оттона со знатной славянкой, возможно из племени гаволян, против которого Генрих Птицелов недавно вёл войну. Рождённому ребёнку дали имя Вильгельм, которое не было характерным для династии Людольфингов, тем самым подчёркивалось, что он не включался в число её представителей. Однако он не был полностью отвергнут королевской семьёй. Ему была приготовлена духовная карьера и дано соответствующее образование.
Вильгельм занял архиепископскую кафедру в Майнце 17 декабря 954 года, вскоре после смерти своего предшественника Фридриха. Ему было в то время двадцать пять лет. Будучи предстоятелем самой крупной и влиятельной епархии в Германии, он активно участвует в политической жизни страны, в целом поддерживая курс Оттона I. Оттон поручал ему управлять страной во время своего отсутствия. Вильгельм также являлся одним из воспитателей Оттона II, будущего короля Германии.
Во время своего правления Вильгельм противился планам Оттона I по созданию Магдебургской архиепархии для обеспечения христианской миссии среди язычников-славян, так как усматривал в этом ограничение собственного влияния. Из-за этого у архиепископа возник конфликт с аббатом Фульды Хадамаром. Однако незадолго до смерти он ослабил своё сопротивление. На Равеннском соборе 967 года Вильгельм уже не возражал против планов отца.